# Bernhard J. Deubig
Bernhard Josef Deubig (* 13. Juni 1948 in Speyer; † 28. Februar 2018) war ein deutscher Richter und Politiker (CDU). Er war von 1999 bis 2007 Oberbürgermeister von Kaiserslautern.

## Leben
Nach seinem Abitur am Altsprachlichen Gymnasium in Kaiserslautern im Jahr 1967 studierte Bernhard Deubig Rechtswissenschaften an der Universität des Saarlandes und an der Albert-Ludwigs-Universität Freiburg. 1972 legte er seine erste juristische Staatsprüfung in Freiburg im Breisgau ab, 1975 die zweite juristische Staatsprüfung beim Land Rheinland-Pfalz. 
Von 1975 bis 1983 war er Richter am Landgericht Kaiserslautern und Pressedezernent für den Landgerichtsbezirk. Von 1983 bis 1989 war Deubig Richter am Pfälzischen Oberlandesgericht Zweibrücken.
Deubig lebte seit 1950 in Kaiserslautern. Er war seit 1967 Mitglied der K.D.St.V. Carolus Magnus zu Saarbrücken im CV und seit 1970 Mitglied der K.D.St.V. Merowingia zu Kaiserslautern im CV. Von 2010 bis 2011 war er Vorsitzender des CV-Gauverbandes Pfalz.

## Politik
Bernhard Deubig war von 1984 bis 1989 Mitglied des Stadtrates der Stadt Kaiserslautern sowie stellvertretender Vorsitzender der CDU-Stadtratsfraktion. Am 1. September 1989 wurde er zum Bürgermeister der Stadt Kaiserslautern und Baudezernenten gewählt, ab 1999 war er zuständig für die Bauverwaltung der Stadt Kaiserslautern mit den Fachgebieten Stadtplanung, Stadtvermessung, Baupolizei, Hochbau, Tiefbau, Grünflächenamt, Brand- und Zivilschutz.
Am 7. März 1999 erfolgte die Wahl zum Oberbürgermeister der Stadt Kaiserslautern. Bernhard Deubig hatte das OB-Amt vom 1. September 1999 bis 31. August 2007 inne. Er gehörte von 1994 bis 2014 dem Bezirkstag des Bezirksverbandes Pfalz an.
Er hatte zahlreiche Mandate inne, wie beispielsweise Aufsichtsratsmitglied beim 1. FC Kaiserslautern oder Mitglied der Stiftungsversammlung der Stiftung für die TU Kaiserslautern. Er war Mitglied des Vorstandes und Vorsitzender des Ausschusses für Bauen, Umwelt und Verkehr des Städtetages Rheinland-Pfalz.

## Ehrungen und Auszeichnungen
- Ehrenbürger von Plewen, Bulgarien

## Belege
1. ↑  Ehemaliger Oberbürgermeister von Kaiserslautern: Bernhard Deubig ist tot. In: SWR Aktuell. 1. März 2018, archiviert vom Original am 2. März 2018; abgerufen am 29. Juni 2022.

| Personendaten    | Personendaten                                                               |
| ---------------- | --------------------------------------------------------------------------- |
| NAME             | Deubig, Bernhard J.                                                         |
| ALTERNATIVNAMEN  | Deubig, Bernhard Josef (vollständiger Name)                                 |
| KURZBESCHREIBUNG | deutscher Richter, Politiker (CDU) und Oberbürgermeister von Kaiserslautern |
| GEBURTSDATUM     | 13. Juni 1948                                                               |
| GEBURTSORT       | Speyer                                                                      |
| STERBEDATUM      | 28. Februar 2018                                                            |